# کریس خریتس
کریس خریتس (انگلیسی: Kris Gerits؛ زادهٔ ۲۷ سپتامبر ۱۹۷۱) دوچرخه‌سوار اهل بلژیک است.
از باشگاه‌هایی که در آن بازی کرده‌است می‌توان به اسپورت فلاندر-بالوزه اشاره کرد.